# Csapat szabad program szinkronúszás a 2013-as úszó-világbajnokságon
A szinkronúszás csapat szabad programot a 2013-as úszó-világbajnokságon július 23-án és 26-án rendezték meg. Előbb a selejtezőt, három nap múlva a döntőt.

## Érmesek
| Arany | Ezüst | Bronz |
| Oroszország · Vlada Chigireva · Szvetlana Kolesznyicsenko · Daria Korobova · Alexandra Patskevich · Elena Prokofyeva · Alla Shishkina · Maria Shurochkina · Anzhelika Timanina · Anisya Olkhova (tartalék) · Alexandra Zueva (tartalék) | Spanyolország · Clara Basiana · Alba María Cabello · Ona Carbonell · Margalida Crespí · Thaïs Henríquez · Paula Klamburg · Sara Levy · Meritxell Mas · Laia Pons (tartalék) · Cristina Salvador (tartalék) | Ukrajna · Lolita Ananasova · Olena Grechykhina · Ganna Klymenko · Oleksandra Sabada · Kateryna Sadurska · Anastasiya Savchuk · Anna Voloshyna · Olha Zolotarova · Kateryna Reznik (tartalék) · Maryna Golyadkina (tartalék) |

## Eredmény
| Helyezés  | Nemzetiség | Selejtező | Selejtező | Döntő     | Döntő    |
| Helyezés  | Nemzetiség | Pont      | helyezés  | Pont      | Helyezés |
| --------- | ---------- | --------- | --------- | --------- | -------- |
| Aranyérem | RUS        | 97.390    | 1         | 97.400    | 1        |
| Ezüstérem | ESP        | 94.100    | 2         | 94.230    | 2        |
| Bronzérem | UKR        | 93.100    | 3         | 93.640    | 3        |
| 4         | JPN        | 91.670    | 4         | 91.950    | 4        |
| 5         | ITA        | 89.880    | 5         | 89.840    | 5        |
| 6         | CAN        | 88.180    | 6         | 88.620    | 6        |
| 7         | FRA        | 86.510    | 7         | 87.080    | 7        |
| 8         | GRE        | 85.510    | 8         | 85.060    | 8        |
| 9         | MEX        | 83.850    | 9         | 84.430    | 9        |
| 10        | BRA        | 83.240    | 10        | 83.520    | 10       |
| 11        | GBR        | 82.510    | 11        | 82.570    | 11       |
| 12        | SUI        | 82.290    | 12        | 82.680    | 12       |
| 16.5      | H09.5      |           |           | 00:55.635 | O        |
| 13        | KAZ        | 78.180    | 13        |           |          |
| 14        | EGY        | 76.460    | 14        |           |          |
| 15        | SIN        | 67.960    | 15        |           |          |
| 16        | MAC        | 66.790    | 16        |           |          |
| 17        | CRC        | 62.190    | 17        |           |          |